# Johann Christian Keck
Johann Christian Keck (* 1631 in Straßburg; † 1687 in Durlach) war ein Dichter und markgräflich baden-durlachischer Hof- und Kirchenrat sowie Direktor des Durlacher Gymnasiums und aller lateinischer Landschulen und der Stipendiaten.

## Leben
Keck wurde als Sohn des Pfarrers Keck zu Straßburg geboren und erlernte als 7-Jähriger die hebräische Sprache. Als 16-Jähriger disputierte er unter Johann Heinrich Boeckler über „die keltische oder deutsche Sprache“ (de lingua Celtica sive Germanica).
Ebenfalls 1647 war er Respondent in Straßburg, wo er Student der Rechtswissenschaften war. Darauf reiste er mit seinem Lehrer Boeckler nach Schweden, und begrüßte 1649 Königin Christine in Uppsala mit einem lateinischen Gedicht, das in Stockholm gedruckt wurde.
Markgraf Friedrich V. von Baden ernannte ihn 1659 zuerst zu seinem Geheimsekretär, später zum Hofrat und Ephorus (Direktor) des Durlacher Gymnasiums und aller lateinischer Landschulen sowie der Stipendiaten.
In der lateinischen Beredsamkeit und Dichtkunst soll er seinerzeit unübertroffen gewesen sein. Vor allem mit feierlichen Lobgedichten auf Personen der fürstlichen Familie von Baden machte er am Durlacher Hof von sich reden.
In Sachen Kunst und Altertümer war Johann Christian Keck neben dem badischen Haushofmeister Johann Elsener von Löwenstern, dem Maler, Kupferstecher und Verleger Matthäus Merian dem Jüngeren, sowie dem französischen Arzt und Numismatiker Charles Patin Berater des Markgrafen Friedrich VI., der ein eifriger Sammler von Kunstgegenständen und Altertümern, vor allem der Münzen und Medaillen, war. 1672 widmete Keck Patin ein Gedicht.
Durch Nachlässigkeit sei der Philologe, Jurist und Pädagoge in Schulden geraten, woraus er sich aus dem Fiscus des Gymnasiums zu retten versucht habe. Daher sei ihm der Rücktritt von all seinen Ämtern nahegelegt worden. Nach anderen Meinungen seien geplante Abänderungen seiner Lehrmethode der Grund gewesen, weshalb er 1684 beleidigt um seine Entlassung gebeten habe und sich auf seinen Schaichhof bei Tübingen zurückzog.
Nachher berief ihn Markgraf Friedrich Magnus wieder zu sich nach Durlach, wo er 1687 verstarb.
Seine Manuskripte seien zum größten Teil verloren gegangen. Angesehene, potentielle Käufer hätten nach seinem Tode hohe Summen dafür geboten. Zur Drucklegung gedacht, hatte Keck sie durch seinen Präzeptor Resch abschreiben lassen.
Seine Witwe hatte sich mit einem Landgeistlichen im Herzogtum Württemberg verheiratet, und so kamen seine Gedichte und Manuskripte, auch die Nachrichten über das Durlacher Gymnasium, aus der Markgrafschaft Baden-Durlach. Vergeblich wurde seinerzeit versucht, sie zurückzuerhalten.
Auch mit Nikolaus Heinsius stand Keck in freundschaftlicher Verbindung. Er widmete ihm ein Gedicht, das er zum Andenken seiner zweiten Italienreise in Stockholm drucken ließ. In dritter Auflage erschien es 1666 in Amsterdam.

## Werke
- Johann Heinrich Boeckler und Johann Christian Keck, Disquisitio historico-philologica de lingua Celtica sive Germanica, Iohannis Andreae, 1647, 13 Seiten[7][8]

- Johann Christian Keck und Johann Heinrich Boeckler, In rectoratum sive praefecturam academicam viri Magnif., 1648

- Johann Christian Keck, Viro Magnifico D. Joanni Wenckero. Cos. Gravissimo. Scholarchae Eminentissimo. Cujus De incluta Argentoratensium Rep. Merita In Eccles. Academiamque Curas: Erga me Summa Beneficia vix memorare nedum extollere & pront merentur celebrare audeo ; Vitam prolixam ; Regimen securum, 1648

- Johann Christian Keck, Hecatombe ad Tumulum Viri Domini Tobiae Staedelii COS. Pij, Justi, Felicis, Vindicis Religionis, Scholae, Patriae: qui proprid. Kalend. Febr. An. aerae Christianae MDCXLVIII. Mortalitatem beatè exuit, 1648

- Johann Christian Keck, Viris Clarissimis Dn. Dn. Dn. Danieli Pfeiffio, Vito Beringio, Danieli Nesselio, 1648

- Athanasius Kircher, Johann Christian Keck, Daniel Stahl, Johann Heinrich Boeckler, Raphael Custos, Conrad Christoff von Königsmarck, Carl Schmid und Daniel Holeysen, Joanni Wenckero, 1650

- Johann Christian Keck, Johanni Fechtio, jvniori, theologo, philosopho, philologo e paucis excellentissimo, fautori honorando, felices cum nobili florentissimaque virgine Maria Magdalena Obrechtia nuptias gratulatur Jo. Christianus Keck, 1667[9]

- Johann Christian Keck, Thalamus Serenissimis Principibus Friderico Magno Marchioni Badensi et Hochbergensi nec non Augustae Mariae, Slesvici, Holsatiae Sacra Augusto connubio die a venere stratus a Pallade pictus, accinente, feliciter!, 1670

- Charles Patin (M. D.),  Johann Rudolf Wetstein (fils.),  Jacob Spon,  Ezechiel Spanheim,  Frédéric Ulrich Obrecht,  Johann Christian Keck,  Faber (M. D. de Heilbron.),  Johann Heinrich Boecler,  Johann Joachim Bockenhoffer,  Heinrich Aveman, Epistola (et Carmen), 1671

- Johann Christian Keck, Augurium salutis ex seren. et potent. princ. Caroli, comitis Palatini ad Rhenum et Wilhelminae Ernestinae, natae reginae Danicae, auspicatissimo connubio, 1671

- Johann Christian Keck, Maiestas Christianum V. Daniae, Norvegiae ... regem, ac, dominum, Solennibus, Caerimoniis inaugurans, 1671

- Johann Christian Keck, Augurium salutis, 1671

- Johann Christian Keck, Grab-Lied bey Bestattung Friedrich Magni des Jüngern Marggrafen zu Baden, 1672 (Digitalisat)

- Johann Christian Keck, Angst und Trost der Christen, Bey der Durchlauchtigsten Fürstin, Prinzessin Annae, Marggräffin zu Baden und Hochberg zu Pforzheim den 1. November 1672 vollbrachter Bestattung. Verlegt bei Hake, 1672 (Digitalisat)[10]

- Johann Christian Keck, Leich-Gesang, bey trauriger Bestattung Des Knäbleins Philipp Heinrichens, Des Herrn Johann Heinrich Obrechten, Fürstl. Marggr. Bad. Rechen-Cammer-Rahts und Landschreibers zu Carlsburg, Hertzliebsten Söhnleins: Welches den 11. Martii des 1672. Jahrs verschieden. Hake, 1672[11]

- Johann Christian Keck, Klag-Lied der Frauen Annae Mariae Kueeferin gebohrner Eyselin, vber den toedtlichen Hintritt des Herren Johann Kueefers, Welt-beruehmten Archiatri, 1675

- Johann Christian Keck, Viri illustris Johannis Kueferi plurimorum summorumque principum consiliarii et archiatri memoriae posthumae hoc carmen consecravit Jo. Christianus Keck, 1675

- Johann Christian Keck, Elegia in obitum Joan. Jacobi Seuberti medicinae doctoris, 1675

- Johann Christian Keck, Freuden-Gesang auf der Durchleuchtigsten Princessin Charlotta Sophia, Markgräfin zu Baden und Hochberg und des Hochgebornen Graffen Herren Emichs Grafen zu Leiningen und Rixingen, Herren zu Westerburg und Schaumburg Höchstbeglückte Vermählung. Hake, 1676[12]

- Johann Christian Keck, Frolockender Zuruff bey deß Durchleuchtigsten Fürsten und Herren Carol Gustavens Marggraffens zu Baden und Hachberg mit der gleichfalls Durchleuchtigsten Princessin Anna Sophia, Hertzogin zu Braunschweig und Lüneburg höchstglücklich vollzogener Vermählung, 1677[13]

- Johann Christian Keck, Panegyricus: Honori Et Memoriae Posthumae Serenissimi Excelsissimique Principis Friderici Sexti, Marchionis Badensis Et Hochbergensis, 1677

- Georg Andreas Böckler, Johann Christian Keck und Carl Welßer von Neuhoff, Nützliche Hauß- und Feld-Schule/ Das ist: Wie man ein Land- Feld- Guth und Meyerey mit aller Zugehöre mit Nutzen anordnen solle : Worbey eine zur Haushaltung auf dem Lande nützliche Hauß-Artzney für Menschen und Vieh/ sampt einem Immerwährenden Calender/ und allerhand nützlichen Hauß-Künsten colligirt und zum erstenmahl mit darzugehörigen Figuren an den Tag gegeben, Nürnberg : Fürst, 1678 (1309 Seiten)[14]

- Johann Christian Keck, De summo bono commentatio, ad locum insignem Ciceronis Tuscul. quaest. libr. V. cap. XXX, (post mortem) 1781[15]

- Johann Christian Keck, Von der Lektüre junger Studirenden, (post mortem) gedruckt in Wetzlar bei Winkler; Weilburg 1785[16]

- Johann Christian Keck, Von dem wohlthätigen Einfluss der Musik auf die Glückseligkeit des Menschen, (post mortem) 1785[17]

- Johann Christian Keck, De arte memoriae antiquis laudata invento inutili imo noxio commentatio, (post mortem) 1787

- Johann Christian Keck, Ob und in wie ferne die Erlernung der lateinischen Sprache einem nicht gelehrten, aber gebildeten und aufgeklärten Manne nöthig sey? (post mortem) 1791

- Johann Christian Keck, O grosser Gott von Treu, (post mortem) 1801